# رجال-إكس: الدرجة الأولى
رجال-إكس: الدرجة الأولى (بالإنجليزية: X-Men: First Class)‏ هو فيلم بطل خارق أمريكي من إخراج ماثيو فون ومن توزيع شركة تونتيث سينتشوري فوكس يحكي عن بداية نشأت الإكس-من وعن كيفية انقلاب الشر ضد الخير، وقد كانت ميزانيته تقدر بحوالي 120 مليون دولار.

## محور القصة
تحكي القصة عن بداية ظهور فرقة إكس-من وعن الأحداث التي جرت للبروفيسور إكس وماغنيتو في شبابهما والتي جعلتهما عدوّين لبعضهما.

## طاقم التمثيل
| الممثل(ة)      | الدور                          |
| -------------- | ------------------------------ |
| جيمس مكافوي    | بروفيسور إكس / تشارلز إكسافيير |
| مايكل فاسبندر  | ماغنيتو / إريك لينشير          |
| كيفين بيكون    | سيباستيان شاو                  |
| جينفير لورنس   | ميستيك / ريفين داركهولم        |
| نيكولاس هولت   | بيست / هانك ماكوي              |
| جانيوري جونز   | إيما فروست                     |
| روز بيرن       | مويرا مكتاغريت                 |
| أوليفر بالت    | رئيس قسم إكس                   |
| لوكاس تيل      | هافوك / أليكس سامرز            |
| زوي كرافيتز    | إينجل سالفادور                 |
| كالب لاندري    | بانشي / سين كاسيدي             |
| إيدي غاثيجي    | داروين / آرماندو مونوز         |
| جيسون فليمينغ  | أزازيل                         |
| آليكس غونزاليز | ريبتايد / جانوس كويستيد        |

## وصلات خارجية
- رجال-إكس: الدرجة الأولى على موقع IMDb (الإنجليزية)
- رجال-إكس: الدرجة الأولى على موقع ميتاكريتيك (الإنجليزية)
- رجال-إكس: الدرجة الأولى على موقع روتن توميتوز (الإنجليزية)
- رجال-إكس: الدرجة الأولى على موقع نتفليكس (الإنجليزية)
- رجال-إكس: الدرجة الأولى على موقع قاعدة بيانات الأفلام العربية
- رجال-إكس: الدرجة الأولى على موقع ألو سيني (الفرنسية)
- رجال-إكس: الدرجة الأولى على موقع Turner Classic Movies (الإنجليزية)
- رجال-إكس: الدرجة الأولى على موقع أول موفي (الإنجليزية)
- رجال-إكس: الدرجة الأولى على موقع بوكس أوفيس موجو (الإنجليزية)
- رجال-إكس: الدرجة الأولى على موقع فيلمافينيتي (الإسبانية)